# Luci Eli Sejà
|  | «Sejà» redirigeix aquí. Vegeu-ne altres significats a «Sejà (desambiguació)». |

Luci Eli Sejà (en llatí Lucius Aelius Sejanus) va ser un militar romà, prefecte del pretori, instrument de la tirania de Tiberi. La principal font per conèixer la seva vida és l'obra de Tàcit.

## Procedència
Va néixer a Volsinii, a Etrúria, fill del cavaller Seu Estrabó (Seius Strabo), comandant dels pretorians. Probablement, a través de la seva mare, era descendent de la gens Júnia, ja que el procònsol d'Àfrica Juni Bles era el seu oncle matern.

## Inicis de la seva carrera militar
August va morir el 14 i aquell mateix any Sejà fou fet col·lega del seu pare en el comandament dels pretorians. Tiberi el va enviar amb el seu fill Drus el Jove a Pannònia, on les legions estaven amotinades.

### El comandament de la guàrdia pretoriana
Quan el seu pare fou nomenat governador d'Egipte, Sejà va conservar el comandament dels pretorians en solitari. La influència que va guanyar sobre Tiberi aviat es va fer notar: la seva filla fou promesa a Drus Germànic, el fill de Claudi (després emperador), tot i que el casament no es va portar a terme, ja que Drus va morir en un accident l'any 20.
El 22 el teatre de Pompeu es va cremar i Sejà va rebre les gràcies de l'emperador per haver impedit una major destrucció. En aquests anys, va anar modificant la disposició de les forces pretorianes que havia fixat August, fins llavors força disperses dins la ciutat, i les va anar concentrant en un sol campament als afores de Roma, segons Sejà per fer front més eficaçment a les emergències, però el cas és que aquesta nova distribució li donava un gran poder a la ciutat. Sejà volia ser molt popular entre les tropes pretorianes per quan fos necessari, i va nomenar centurions i tribuns als quals va millorar el sou i els va concedir honors. Tiberi, tot i ser un home desconfiat, li donava llavors tota la confiança.

### Els anys de les conspiracions i els assassinats
Sejà havia d'eliminar els obstacles que s'interposaven entre ell i el tron. Drus el Jove, el fill de Tiberi, fou assassinat per la seva dona Clàudia Livil·la, amant de Sejà (23), amb la complicitat del metge Eudem. Per convèncer Livil·la, es va haver de divorciar de la seva dona Apicata i va demanar a l'emperador el permís per casar-se amb Livil·la, però l'emperador no l'hi va donar, de moment, donar a entendre que potser ho faria més endavant.
Sejà va convèncer Tiberi de marxar de Roma, al·legant motius de seguretat, però de fet ho feu per controlar l'administració. El seu següent pas fou contra Agripina Major, la viuda de Germànic Cèsar, a la que va acusar davant Tiberi de tenir un partit favorable. Justament, Agripina va demanar permís a l'emperador per casar-se per segona vegada i l'emperador no l'hi va donar. Llavors Sejà va donar a entendre a Agripina que l'emperador sospitava d'ella i que la volia eliminar, tot i que Agripina, una dona de coratge, va fer saber a l'emperador que coneixia els seus plans i que la seva mort seria perillosa per al mateix Tiberi.
Un incident va reforçar la confiança de Tiberi en Sejà. Eren a una cova entre Amiclea i Fundi quan una part de la roca es va enfonsar. Tots els que hi havia al lloc van fugir com van poder, menys Sejà, que va restar al costat de l'emperador i el va protegir aguantant les roques a punt de caure. Finalment, foren rescatats pels soldats i Tiberi va agrair l'acte d'heroisme a Sejà. Després d'això, Tiberi es va instal·lar a l'illa de Capri (Capreae) i això va deixar via lliure a Sejà a Roma. A la mort de Lívia Drusil·la, la mare de Tiberi (29), Agripina i els seus fills Neró Cèsar i Drus Cèsar foren desterrats.
La insistència en aquest punt per part de Sejà va fer sospitar Tiberi. Antònia Menor va poder informar-lo dels ambiciosos plans de Sejà i l'emperador va decidir desfer-se del seu favorit. El 31 el va nomenar cònsol, juntament amb ell mateix, i li va donar també el pontificat, juntament amb el seu fill, i va nomenar Calígula pontifex Augusti, deixant entreveure que seria el seu successor. Sejà va veure els seus plans en perill, però no va poder reaccionar. Tiberi llavors li va dir que l'associaria a la potestat tribunícia, cosa que va tranquil·litzar Sejà, però al mateix temps va enviar Sertori Macró a Roma per assolir el comandament dels pretorians. L'endemà, quan Macró ja en tenia el control, es va llegir al Senat una carta de l'emperador on expressava el seu temor vers el fins llavors cap dels pretorians i del qual demanava ser protegit.

## La caiguda i la repressió
Sejà fou immediatament detingut i conduït a la presó. El poble el va insultar i les seves estàtues foren enderrocades. El mateix dia, el Senat el va condemnar a mort i fou executat immediatament.
El seu cos fou arrossegat pels carrers i finalment llançat al Tíber. Molts dels seus parents i amics foren morts també, entre els quals probablement hi va haver el seu oncle Juni Bles, i el seu fill i la seva filla, de curtes edats. Aquesta darrera, en ser verge, fou violada prèviament perquè mai una verge havia estat executada sense judici. Probablement, també fou mort Vel·lei Patercle, panegirista de Sejà.
Apicata, l'antiga dona de Sejà, va confessar tot el que sabia, incloent l'assassinat de Drus el Jove, i finalment es va suïcidar. Clàudia Livil·la fou perdonada per l'emperador, però la seva mare Antònia la va deixar morir de gana. Les propietats de Sejà foren incorporades al tresor imperial.

## Òpera
Sejanus és una òpera del compositor i violinista alemany Nicolaus Adam Strungk (1640-1700).